# Kington Tramway
Die Kington Tramway war eine britische Pferdeeisenbahngesellschaft in Herefordshire in England.
Die Gesellschaft erhielt am 23. Mai 1818 die Konzession für eine Pferdebahn von den Kalksteinbrüchen bei Burlinjob zur Hay Railway bei Eardisley. Die 22,5 Kilometer lange Strecke mit einer Spurweite von 1067 mm wurde am 1. Mai 1820 von Eardisley bis Kington und am 7. August 1820 bis Burlinjob eröffnet. Die Finanzierung erfolgte unter anderem durch den Ingenieur James Watt und den Eisenwarenhändler John Meredith aus Hereford. Der Eisenbahnspekulant Thomas Savin erwarb die Gesellschaft und nutzte auf einigen Abschnitten das Gleisbett für die von ihm errichtete Kington and Eardisley Railway.